# مسوکسیماید
مسوکسیماید (انگلیسی: Mesuximide) یا متوسوکسیماید یک داروی ضد تشنج سوکسینیمید است. اثربخشی درمانی متوسوکسیماید عمدتاً به دلیل متابولیت فعال دارویی آن، N-دس‌متیل‌متوسوکسیماید است که نیمه عمر طولانی‌تری دارد و به سطوح پلاسمایی بسیار بالاتری نسبت به ماده اولیه خود می‌رسد.

## کاربرد پزشکی
این دارو برای کنترل تشنج‌های غایب که نسبت به سایر داروها مقاوم هستند نشان داده شده است.